# Lauren Buglioli
Lauren Buglioli est une actrice américaine. Son premier rôle notable était dans le film d'horreur psychologique Transference (2020), suivi du rôle-titre dans la comédie d'horreur Courtney Gets Possessed (2022). Buglioli a également joué dans des rôles secondaires dans les films Horror Noire (2021), Vendetta (2022), A Jazzman's Blues (2022) et Cinnamon (2023). En 2023, elle interprète Kaitlin Fox dans la mini-série policière Florida Man diffusée sur Netflix.

## Vie et carrière
Buglioli est née à Los Angeles, Californie, mais a grandi à Londres. Elle retourne ensuite aux État-Unis et vit à New york pendant dix ans avant de s'installer à Atlanta, où elle apparaît dans plusieurs séries télévisées notamment Young Dylan et The Oval de Tyler perry, ainsi que Dynasty et Queens. Elle joue des petits rôles dans les films Unstoppable (2004) et Bad Boys for Life (2020) et en 2020, elle tient le rôle principal dans le thriller Transference,.  L'année suivante, Buglioli joue dans trois films pour la chaine LMN : Brutal Bridesmaids, Best Friends Forever and Secrets on Sorority Row. En 2022, elle interprète le rôle-titre dans la comédie d'horreur Courtney Gets Possessed et apparaît dans le drame historique A Jazzman's Blues,. L'année suivante, Buglioli partage l'affiche de la mini-série Florida Man sur Netflix et joue un rôle secondaire dans le thriller Cinnamon,,.
En 2024, elle apparaît dans les films The Neon Highway et The Great Lillian Hall, et obtient un rôle récurrent dans la serie comique Bad Monkey sur Apple TV+. La même année, elle est choisie pour interpréter Vanessa McBride dans le soap opera de CBS, Beyond the Gates; dont la première a eu lieu en février 2025.